# Contea autonoma Shui di Sandu
La contea autonoma Shui di Sandu (三都水族自治县S, Sāndū Shuǐzú ZìzhìxiànP) è una contea della Cina, situata nella provincia del Guizhou e amministrata dalla prefettura autonoma buyei e miao di Qiannan.